# 3403 Tammy
A 3403 Tammy (ideiglenes jelöléssel 1981 SW) a Naprendszer kisbolygóövében található aszteroida. Laurence G. Taff fedezte fel 1981. szeptember 25-én.